# Fara ve Zhoři
Fara s číslem popisným 1 ve Zhoři, části města Pacova v okrese Pelhřimov, je barokní budova vystavěná v 18. století. V roce 1963 byla zapsaná do Ústředního seznamu kulturních památek ČR.

## Historie
Fara byla vystavěna v závěru 18. století.

## Popis
Objekt je dnes už jen zanikající torzo se zřícenými střešními i stropními konstrukcemi. Nachází se na seznamu ohrožených kulturních památek. Součástí areálu fary bývala roubená stodola, která již zcela zanikla.